# Armsheim
Die Ortsgemeinde Armsheim liegt im Rheinhessischen Hügelland und hat etwa 2500 Einwohner. Sie ist nach Wörrstadt und Saulheim die drittgrößte Gemeinde innerhalb der Verbandsgemeinde Wörrstadt. Armsheim gehört zum Landkreis Alzey-Worms in Rheinland-Pfalz.

## Geographie
Armsheim liegt mitten in Rheinhessen, etwa 14 km von Alzey, 18 km von Bad Kreuznach, 25 km von Bingen und etwa 30 km südwestlich von Mainz. Die Gemeinde gliedert sich in die Ortsteile Armsheim und Schimsheim, zu Schimsheim gehört auch der Wohnplatz Bahnwärterhaus.

## Geschichte

### Vor Christus
Seit 40.000 Jahren leben Menschen in der Talaue des Wiesbaches. Die offene, von Bachläufen durchzogene Landschaft hatte den altsteinzeitlichen Jägern und Sammlern ideale Lebensbedingungen geboten.
Auf dem Gelände der Grundschule entdeckte im Jahr 1995 ein Grundschüler in einer Baugrube Reste einer eiszeitlichen Feuerstelle, die ein Geweihfragment vom Rothirsch, Knochen und zahlreiche Steingeräte aus verschiedenen lokalen Rohmaterialien beinhaltete. Aufgrund der geologischen Situation und der Fundgegenstände kann der Lagerplatz an das Ende des Jungpaläolithikums datiert werden. Seit der Jungsteinzeit (nach 4.000 v. Chr.) war das Land dauerhaft besiedelt. Ackerbau und Viehzucht waren die Lebensgrundlagen. Zahlreiche jungsteinzeitliche, bronze- und eisen (La-Tène)-zeitliche Funde belegen die dichte Besiedlung. Einen ihrer Schwerpunkte bildete das Gelände des Neubaugebietes. Oberirdische Zeugnisse dieser frühen Zeit sind die Menhire, von denen allerdings nur noch einer in der Nähe seines ursprünglichen Aufstellungsortes steht.
Im 5. Jahrhundert v. Chr. befand sich im Bereich der Gemarkung ein keltischer Fürstensitz. Ein dazugehörendes Grab auf dem Laushöbel wurde beim Eisenbahnbau angeschnitten. Kostbare Beigaben – u. a. Teile eines Wagens, etruskisches Bronzegeschirr – verraten etwas über die Macht und den Reichtum dieser Fürsten, zu deren Herrschaft vermutlich die keltische Stadt auf dem Wißberg gehört hatte. Die keltische Zeit endete um Christi Geburt mit dem Beginn der römischen Herrschaft.

### Römisches Reich
In den vierhundert Jahren der Zugehörigkeit zum Römischen Reich wurde das Land durch Staatsdomänen bewirtschaftet. Wo diese Landgüter lagen, kann aus Bodenfunden und Flurnamen („Weiler“) erschlossen werden. Ein Jupiter-Heiligtum lag im Bereich der Armsheimer Kirche, ein Diana-Heiligtum in der westlichen Gemarkung. In der Suntflur hatte sich bis ins 20. Jahrhundert das durch Grenzsteine markierte Areal einer solchen Villa erhalten. Die römischen Landgüter wurden an der Wende um 400 n. Chr. nach dem Vorstoß germanischer Stämme über den Rhein und dem Abzug des römischen Militärs aufgegeben.

### Frankenzeit
Die eigentliche Geschichte der beiden Orte beginnt mit der Besiedlung dieses Landes durch die Franken um das Jahr 500. Die Dörfer bestanden aus einer lockeren Gruppierung von Gehöften um ein zentrales Hofgut mit Kirche und Friedhof, nach dessen Eigentümer die Siedlungen benannt wurden. Weitere Einzelhöfe lagen außerhalb. In den unruhigen Zeiten des 12. und 13. Jahrhunderts wurden sie aufgegeben und es kam zu der heute noch sichtbaren stadtähnlichen Verdichtung der Siedlungen, die durch Hecken und Gräben geschützt wurden. Der fränkische Hausmeier Pippin der Mittlere († 714) schenkte Güter in den drei Orten Wörrstadt (Weristet), Armsheim (Armodesheim) und Saulheim (Sowelenheim) an die St. Nikomedeskirche zu Mainz.
Der Straßenverlauf und die Bebauung geben wichtige Hinweise auf Entstehung und Entwicklung der beiden Dörfer.
Den Ortsmittelpunkt Schimsheims bildet heute der kleine Platz, der durch die hier zusammenlaufenden Straßen gebildet wird. Auf ihm stand der Dorf- und Gerichtsbaum, die legendäre Schimsheimer Effe. Die gegenwärtig hier wachsende Linde wurde in den Hohlraum der Effe gepflanzt, nachdem diese abgestorben war. Ursprünglich war hier der Ortsrand, der zugehörende Brunnen ist wenige Schritte südlich erhalten. Die angrenzende Kirchgasse verweist auf den Standort der im Dreißigjährigen Krieg zerstörten St. Martins-Kirche.
Die Siedlungsstruktur Armsheims zeigt, auf welcher wirtschaftlichen Grundlage die Siedlung basierte und welches die treibenden Kräfte der Ortsentwicklung waren. Im Gegensatz zu der ruhigen Entwicklung Schimsheims war sie durch einen schnellen Aufstieg zu kurzer Blüte und durch einen ebenso schnellen Niedergang gekennzeichnet.
Zwei Siedlungsschwerpunkte sind zu unterscheiden, ein nördlich der Durchgangsstraße gelegener mit dem „Freien Platz“, ein südlicher entlang der Mühlstraße. Vieles spricht dafür, dass es sich bei diesem um eine planmäßige Ansiedlung handelt, insbesondere die nahezu quadratische Anlage des Rosenplatzes, der an einen städtischen Marktplatz erinnert.
Als treibende Kräfte erwiesen sich die St. Remigius-Kirche und die Burg der Ortsherren, der Grafen von Veldenz. Eine Blutreliquie der Remigius-Kirche wurde das Ziel einer überregionalen Wallfahrt und Anlass zum Bau der Wallfahrtskirche „Zum heiligen Blut“ (1431), die zu den bedeutendsten gotischen Bauwerken am Mittelrhein gehört. Der als Wasserburg gebaute Herrschaftssitz der Grafen war Mittelpunkt ihrer Besitzungen in diesem Raum. Der Ort erhielt Stadtrechte (spätestens 1349) und wurde durch Mauern und Türme befestigt. Armsheim galt als am besten befestigte Stadt im Nahegau. Erhalten haben sich Teile der Stadtmauer zwischen Kirchhof und Neugasse, der Bielgraben sowie unterirdische Gänge. Drei Torwärterhäuser belegen die Ausdehnung des Ortes über lange Zeit.
Größe und Schönheit der gotischen Kirche verraten noch etwas über die Bedeutung Armsheims als Wallfahrtsort und veldenzische Stadt. Mit dem Aussterben der Veldenzer und der Einführung der Reformation endete diese Entwicklung: Der Ort kam 1471 an Kurpfalz, die später ein Teil des Kurrheinischen Reichskreises war. Mauern und Türme wurden geschleift, er verlor die Stadtrechte und wurde dem Oberamt Alzey unterstellt. Die Reformation brachte 1556 die Zerstörung der Inneneinrichtung der Kirche und das Ende der Wallfahrt. Spuren der Zerstörung zeigen das Grabmal des Pfarrers Odenkemmer im Chor der Kirche sowie die zerschlagene Figur eines Heiligen, die in einem Anwesen in der Hauptstraße vermauert wurde.
Als Dorfmittelpunkt Armsheims kann man den kleinen Platz ansehen, an dem das Gemeindebackhaus stand. Unweit davon war der Pranger, später die Gemeindewaage. Nur wenig oberhalb steht das alte Rathaus, von dessen Fassade das Normalmaß stammt, die eiserne Elle, die jetzt an der Vorhalle der Evangelischen Kirche befestigt ist. Auch der größte Gasthof des Dorfes war nicht weit.
Außerhalb des Ortes lagen an der Straße nach Schimsheim das Hospital für die Leprakranken, das „Gutleuthaus“, an der Straße nach Alzey das Haus des Scharfrichters. Die Gewannbezeichnung „Galgenberg“ südlich des Bahnhofes verweist auf die alte Richtstätte.
Die Bedeutung Armsheims hatte darauf beruht, Verwaltungssitz und Wallfahrtsort zu sein, war nicht die Frucht von Gewerbe und Handel. Für diese fehlte die Anbindung an ein überregionales Straßennetz. Die Fernstraße von Worms nach Bingen, die „Hohe Straße“ führte über Flonheim westlich des Dorfes vorüber, die „Alte Straße“ von Alzey nach Ingelheim östlich, etwa im Zuge der heutigen Bahnlinie. Hinzu kommt, dass die Ortsgeschichte des 17. und 18. Jahrhunderts durch wiederholte Zerstörungen und Plünderungen gekennzeichnet ist. Wenig blieb bei der Pfalzverwüstung durch Ludwig XIV. erhalten. Eine erste systematische Ortserweiterung erfolgte im 18. Jh. auf dem zugeschütteten Graben (Neugasse), dann vereinzelt seit dem frühen 19. Jh. später an der Landstraße.

### Ab dem 19. Jahrhundert
Eine neue Epoche der Ortsentwicklung begann mit dem Ausbau der rheinhessischen Landstraßen in den dreißiger Jahren des 19. Jahrhunderts und mit dem Bau der Eisenbahnstrecken Bingen-Worms (1870), Mainz-Alzey (1871), Armsheim-Wendelsheim (1871–1895). Die nach 1870 am Bahnhof entstandene Siedlung war vom Wein-, Kohlen- und Viehhandel sowie durch das Küferhandwerk geprägt. Die Bebauung der Bahnhofstraße (zuvor „Sauweg“) spiegelt die Bedeutung, die die Eisenbahn über hundert Jahre für den Ort hatte. Eine andere Form der Ortserweiterungen liegt im Neubaugebietes (Baubeginn 1983) vor, das die beiden 1969 vereinigten Orte verbindet.
An der Entwicklung der Haus- und Gehöftformen lassen sich die Phasen der Ortsgeschichte seit dem 16. Jh. leicht ablesen. Die typischen fränkischen Gehöfte weisen auf die Landwirtschaft, zum Teil verbunden mit dem Handwerk, als Erwerbsquelle hin. In der Zeit nach 1870 zeigen die Häuser mit ihren Nebengebäuden, wie die vornehmlich aus dem ländlichen Raum stammenden Neubürger eine Verbindung von Lohnarbeit und landwirtschaftlichem Nebenerwerb anstrebten (vor allem Bereich des Bahnhofes). Die Wohnhäuser der dritten Phase schließlich sind überregional und städtisch orientiert und zeigen keinen Bezug zu Landschaft, Ortsgeschichte und Landwirtschaft. Damit ist die Ortsgeschichte in eine kritische Phase eingetreten.
Die heutige Gemeinde entstand am 7. Juni 1969 im Rahmen einer Gebietsreform durch den Zusammenschluss der Gemeinden Armsheim und Schimsheim.

## Politik

### Gemeinderat
Der Gemeinderat in Armsheim besteht aus 16 Ratsmitgliedern, die bei der Kommunalwahl am 9. Juni 2024 in einer personalisierten Verhältniswahl gewählt wurden, und dem ehrenamtlichen Ortsbürgermeister als Vorsitzendem. Bis zur Wahl 2019 waren es 20 Ratsmitglieder, die Senkung auf 16 Ratsmitglieder erfolgte nach geltendem Wahlrecht durch die gesunkene Einwohnerzahl Armsheims.
Die Sitzverteilung im Gemeinderat:
| Wahl | SPD | FL | WAS | Pro | Gesamt   |
| ---- | --- | -- | --- | --- | -------- |
| 2024 | 6   | 4  | 6   | –   | 16 Sitze |
| 2019 | 6   | 5  | 5   | –   | 16 Sitze |
| 2014 | 9   | 8  | 3   | –   | 20 Sitze |
| 2009 | 7   | 8  | 3   | 2   | 20 Sitze |
| 2004 | 7   | 7  | 3   | 3   | 20 Sitze |

- FL = Freie Liste in Armsheim und Schimsheim e. V.
- WAS = Wählergemeinschaft Armsheim-Schimsheim e. V. (W.A.S.)
- Pro =  Pro Armsheim e. V.

### Bürgermeister
- Larius Frensrep (um 1618)
- Philipus Maul (um 1618)
- Christoph Wallrab 1. (1791–1797)
- Johannes Schöfer (um 1796)
- Ernst Wallrab (1801–1808)
- Philipp Hausmann (1808–1818)
- Ludwig Bayer für Armsheim, Schimsheim und Eichloch (1818–1822)
- Johann Gerlach 1. (1822–1837)
- Ludwig Göttelmann (1837–1843)
- Friedrich Krug (1843–1856)
- Jakob Zimlich 1. (1856–1875)
- Johann Gerlach 3. (1875–1889)
- Peter Eibach 4. (1890–1911)
- Philipp Feldmann 7. (1911–1933)
- Johann Weintz (1933–1945)
- Georg Link (1945–1946)
- Ernst Feldmann (1946–1948)
- Robert Heinrich Eichberger (1948–1952), Sohn des bekannten Mainzer Dichters und Bildhauers Theodor Eichberger.
- Karl Feldmann 1. (1952–1964)
- Wilhelm Corell (1964–1984)
- Lothar Müller (1984–1994)
- Herbert Feldmann (1994–1999)
- Udo Nehrbaß-Ahles – SPD (1999–2005)
- Peter Starck – Freie Liste Armsheim/Schimsheim e. V. (2005–2014)
- Axel Spieckermann – SPD (2014–2019)
- Arno Krätschmann – W.A.S. (2019–2024)[10]
- Christian Wertke – SPD (ab 2024)[11]

### Wappen
| Wappen von Armsheim | Blasonierung: „Geteilt von Schwarz und Silber; oben ein wachsender goldener Löwe, rotbewehrt, -gezungt und -gekrönt; unten ein abgewinkelter roter Arm mit Hand.“ |
| Wappen von Armsheim | |

### Gemeindepartnerschaften
Fléville-devant-Nancy und Armsheim pflegen seit 1988 eine enge Partnerschaft. Fléville hat rund 2.900 Einwohner und liegt bei Nancy.

## Kultur und Sehenswürdigkeiten

### Bauwerke
Siehe auch: Liste der Kulturdenkmäler in Armsheim

#### Kirche Zum Heilgen Blut
Die evangelische Kirche Zum Heilgen Blut Christi wurde im Jahre 1431 als Wallfahrtskirche zur „Verehrung des wundertätigen Blutes Christi“ errichtet. Noch heute nennt man sie die „schönste Dorfkirche Rheinhessens“. Ein Kleinod ist die schützenswerte Denkmalorgel des Orgelbauers Johann Michael Stumm aus dem Jahre 1739. Jährlich bringen Organisten in der Konzertreihe „Armsheimer Orgelsommer“ das Instrument zu Gehör. In der Pause wird von den Konzertbesuchern der „Orgeltropfen“, eine jährliche Sonderabfüllung Armsheimer Weins im sommerlichen Kirchgarten verkostet. Besondere Anziehungskraft für Kunstinteressierte aus der ganzen Region hat das Projekt „Kunst und Kirche“. Jedes Jahr findet mindestens eine Präsentation zeitgenössischen religiösen Kunstschaffens in der alten Wallfahrtskirche statt. Im Jahre 2001 wurde dabei ein Gesamtkunstwerk geschaffen: „Dietrich Bonhoeffer – Versuch einer Annäherung“ durch Bild, Wort und Musik. Unter der Leitung von Prof. Guido Ludes aus Mainz fanden sich verschiedene Kunstschaffende zu diesem gemeinsamen Projekt zusammen. Anerkennung erfuhr es durch die Mitwirkung von Ministerpräsident Kurt Beck.

#### Stellwerk

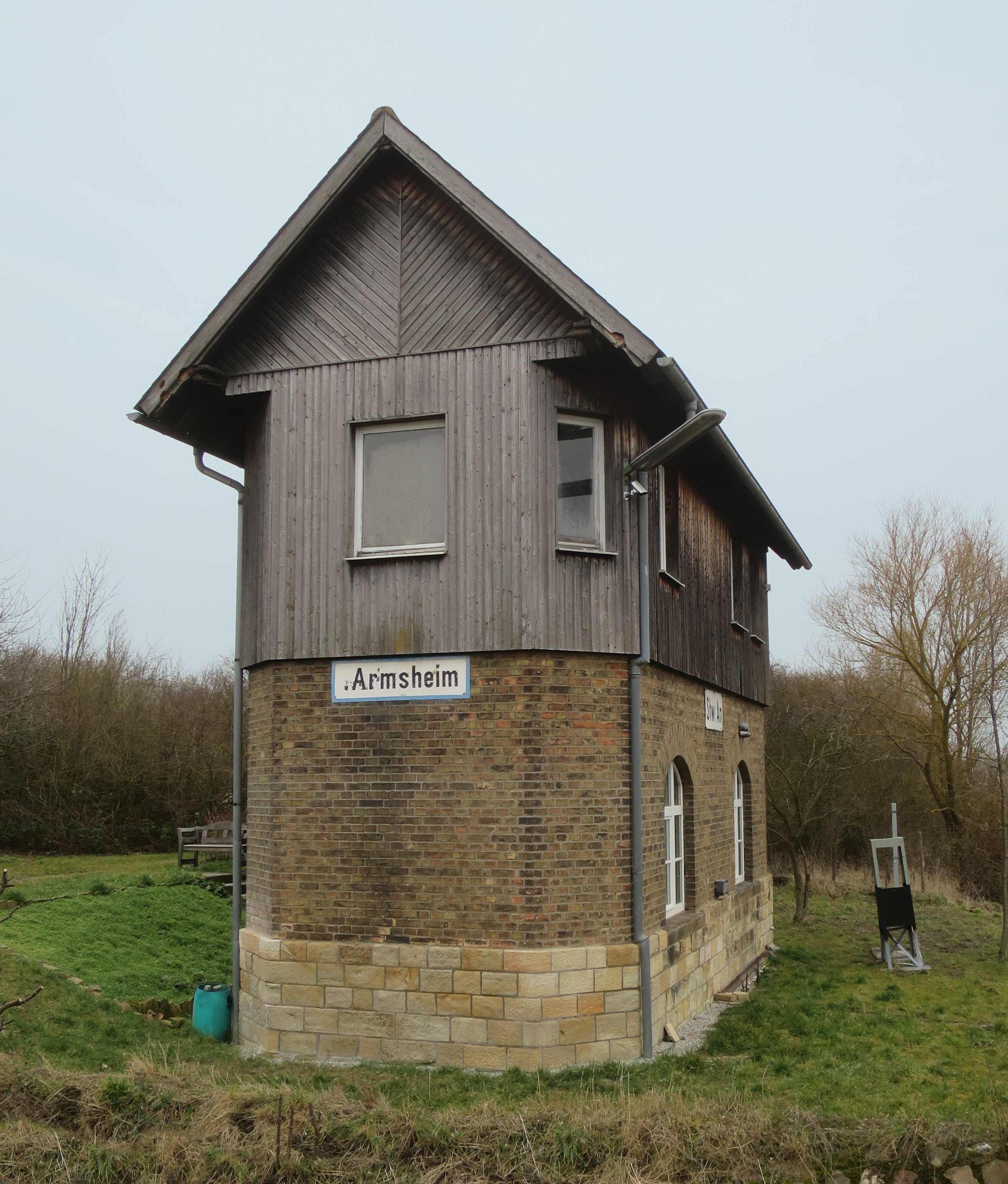
Museumsstellwerk Armsheim

Das nördliche der drei ehemals zum Bahnhof Armsheim gehörenden Stellwerke ist erhalten und heute ein Museum.

## Verkehr

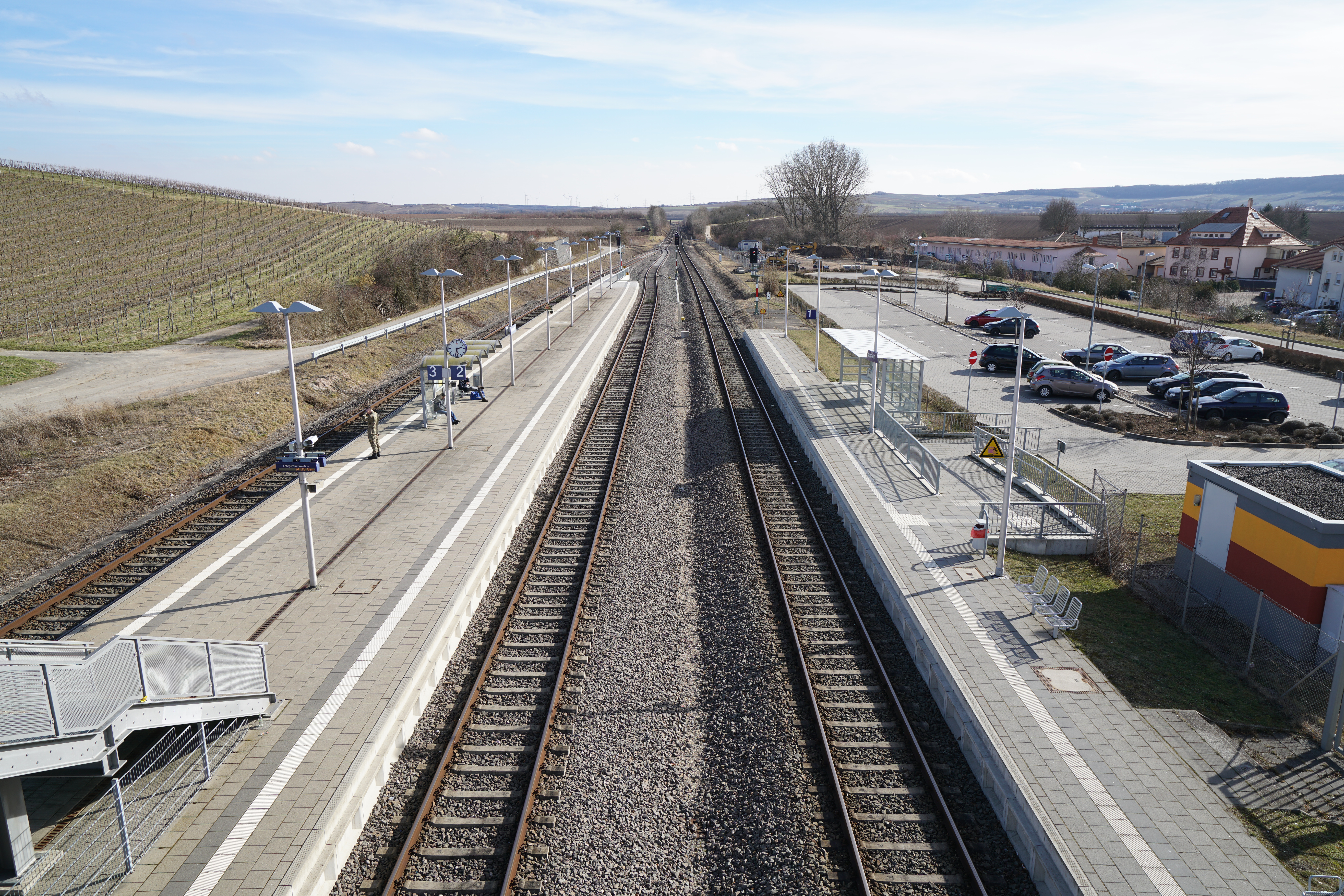
Die Gleise des Bahnhofs Armsheim, Blickrichtung Alzey und Worms

Mit seinem 1869 in Betrieb genommenen Bahnhof bildet Armsheim einen wichtigen Knotenpunkt in Rheinhessen. Hier kreuzen sich die beiden Eisenbahnstrecken Alzey–Mainz und die Rheinhessenbahn von Bingen am Rhein nach Worms. Früher gab es von hier aus auch noch einen Abzweig zur Wiesbachtalbahn Richtung Wendelsheim über Flonheim, die aber bereits 1966 für den Personenverkehr aufgegeben wurde. Am Wochenende sowie an Feiertagen sind zwischen Mai und Oktober Fahrten mit dem Elsass-Express nach Wissembourg möglich. Das Empfangsgebäude ist ein dreigeschossiger spätklassizistischer Typenbau aus der Gründungszeit. Es ist ein Kulturdenkmal nach dem rheinland-pfälzischen Denkmalschutzgesetz.
Über die nahegelegenen Anschlussstellen Gau-Bickelheim und Bornheim hat Armsheim eine straßenverkehrliche Anbindung an die Bundesautobahn 61 Richtung Bingen bzw. Alzey (Kreuz Alzey).

## Söhne und Töchter des Ortes

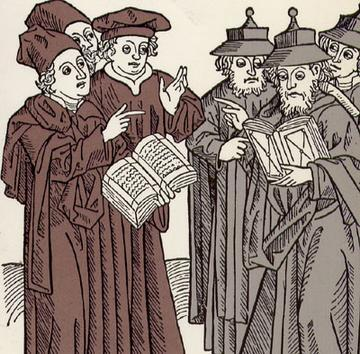
Christliche und jüdische Gelehrte beim Disput (Holzschnitt 1483); Johannes Schnitzer

- Johannes Schnitzer aus Armsheim, Kartograph der Cosmographia des Claudius Ptolemäus
- Friedrich Iffland (1871–1944), Politiker (SPD), Oldenburgischer Landtagsabgeordneter für den Landesteil Birkenfeld
- Karl Schilling (1889–1973), Politiker (NSDAP) und Arzt
- Theodor Eichberger (1926–2003), Mundartdichter, Heimatforscher und Ortschronist, Autor des Buches: Von Aribosheim über Armsheim bis Armsem – Mosaik eines rheinhessischen Dorfes (1992)

## Personen mit Verbindung zum Ort
- Markus Conrad (* 1973), Bürgermeister der Verbandsgemeinde Wörrstadt, lebt in Armsheim